# Marlí
El marlí o agulla de paladar (Tetrapturus belone) és una espècie de peix pertanyent a la família dels istiofòrids.

## Descripció
- Pot assolir els 240 cm de llargària màxima (normalment, en fa 200) i els 70 kg de pes.
- El cos és bastant allargat i poc comprimit.
- Coloració ben delimitada: el dors és blau negrós i el ventre platejat. Els joves tenen unes franges verticals en els flancs més o menys marcades.
- Les aletes pectorals són curtes.
- Presenta una sola línia lateral visible.
- Les gònades són asimètriques.
- Té bufeta natatòria.[3][4][5][6][7][8]

## Reproducció
Assoleix la maduresa sexual als dos anys i hom creu que la reproducció té lloc a l'hivern o la primavera. Els ous són pelàgics, esfèrics i transparents.

## Alimentació
Menja peixos pelàgics (incloent-hi el trumfau -Scomberesox saurus- a l'estret de Messina) i cefalòpodes.

## Hàbitat
És un peix marí, pelàgic i oceanòdrom que viu fins als 200 m de fondària.

## Distribució geogràfica
Es troba a la mar Mediterrània (especialment al voltant d'Itàlia), incloent-hi la mar Egea i la mar Adriàtica. No n'hi ha registres a la mar Negra ni tampoc d'exemplars adults a l'est de la mar Jònica.

## Longevitat
La seua esperança de vida és de 5 anys.

## Costums
És una espècie molt migratòria, la qual viatja en parelles.

## Ús comercial
És pescat en gran nombre a l'estret de Messina a l'agost-setembre i, de vegades també, a l'octubre-novembre.

## Observacions
És inofensiu per als humans.